# Зелаева, Наталья Терентьевна
Наталья Терентьевна Зелаева (Даниленко) (28 апреля 1926 — 30 сентября 2002) — звеньевая виноградарского совхоза имени Молотова Министерства пищевой промышленности СССР, Анапский район Краснодарского края. Герой Социалистического Труда (26.09.1950).

## Биография
Родилась 28 апреля 1926 года в станице Гостагаевской Черноморского округа Северо-Кавказского края, ныне Анапского района Краснодарского края. Русская.
С 1947 года работала в виноградарской бригаде совхоза имени Молотова Анапского района. Позже возглавила комсомольско-молодёжное звено в 4-м отделении совхоза, которое по итогам работы в 1949 году получило урожай винограда 90,7 центнера с гектара на площади 10 гектаров.
Указом Президиума Верховного Совета СССР от 26 сентября 1950 года за получение высоких урожаев винограда в 1949 году Даниленко Наталье Терентьевне присвоено звание Героя Социалистического Труда с вручением ордена Ленина и золотой медали «Серп и Молот».
Этим же указом ещё 19 тружеников совхоза имени Молотова были удостоены высокого звания, в том числе и директор П. В. Яворский.
С 1964 года Н. Т. Зелаева (в замужестве) работала на винодельческом заводе совхоза имени Ленина, с 1972 года – в школе-интернате посёлка Виноградный Анапского района до ухода на пенсию в 1979 году.
Заслуженный работник сельского хозяйства Кубани. Присвоено Постановлением Главы администрации Краснодарского края от 09.01.1996 N 8 "О присвоении почётного звания «Заслуженный работник сельского хозяйства Кубани».
Проживала в посёлке Виноградный. Скончалась 30 сентября 2002 года. Похоронена в Анапском районе.

## Награды
- Медаль «Серп и Молот» (26.09.1950);
- Орден Ленина (26.09.1950).
- Медаль «В ознаменование 100-летия со дня рождения Владимира Ильича Ленина» (6 апреля 1970)
- Медаль «Ветеран труда»
- медалями ВСХВ и ВДНХ
- и другими
- Отмечена грамотами и дипломами.

## Память

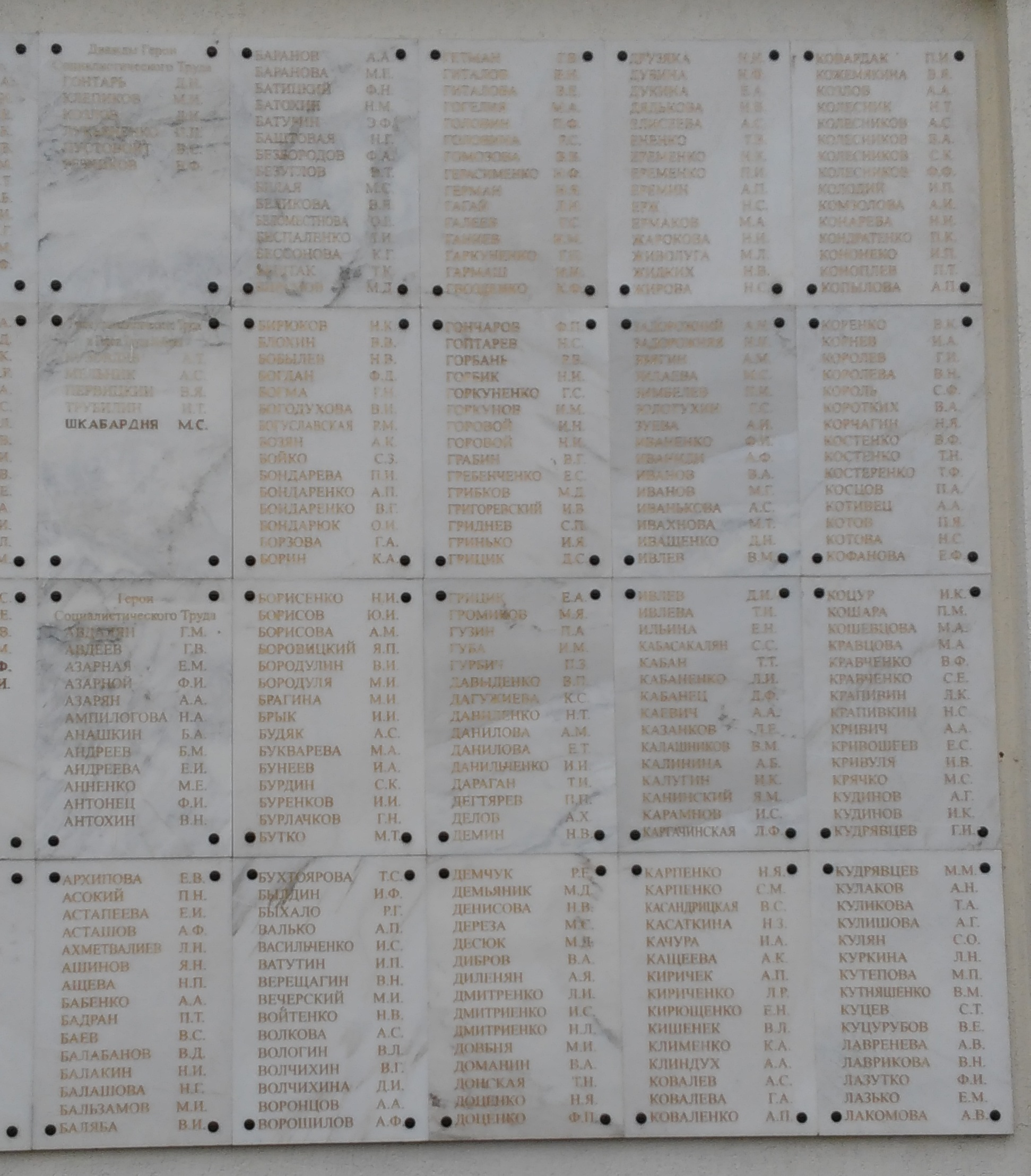
Мемориальная доска с именами Героев Социалистического Труда Кубани и Адыгеи. Краснодар 2017

- На могиле установлен надгробный памятник.
- Имя Героя золотыми буквами вписано на мемориальной доске в Краснодаре.